# Jabach (Agger)
Der Jabach ist ein ca. 7,8 km langer, orographisch linker Nebenfluss der Agger in Lohmar im Rhein-Sieg-Kreis in Nordrhein-Westfalen.

## Geographie

### Verlauf
Südlich von Krahwinkel und westlich von Pohlhausen entspringt der Jabach. Von dort fließt der Jabach fast parallel zur Bundesstraße 507 in Richtung Lohmar/Donrath. Nach Norden hin ist fast durchgängig die B 507 die Uferbegrenzung, nach Süden schließt sich ein ausgedehntes Waldgebiet an den Verlauf des Jabachs an. Der Jabach fließt dabei mäandrierend in Richtung Lohmar/Donrath. In Lohmar-Ort macht der Jabach dann einen größeren Bogen hinter dem Lohmarer Schulzentrum und fließt am Feuerwehrhaus in Lohmar entlang. Unter der Hauptstraße Lohmars verläuft der Jabach dann kanalisiert. In Lohmar wechselt dann der kanalisierte mit dem offenen Bachlauf stetig, im Straßenverlauf begründet. Südlich von Sottenbach fließt der Jabach dann wieder als offenes Gewässer. Nach der Unterquerung der Bundesautobahn 3 mündet der Jabach schließlich südwestlich von Pützrath in die Agger.

### Einzugsgebiet und Zuflüsse
Das Einzugsgebiet des Jabachs 7,523 km² groß und entwässert über Agger, Sieg und Rhein in die Nordsee.
| Zuflüsse des Jabachs | Zuflüsse des Jabachs | Zuflüsse des Jabachs | Zuflüsse des Jabachs | Zuflüsse des Jabachs | Zuflüsse des Jabachs         |
| Name                 | GKZ                  | Länge [km]           | Lage                 | Mündung bei km(1)    | Mündung bei Ort              |
| -------------------- | -------------------- | -------------------- | -------------------- | -------------------- | ---------------------------- |
| N. N.                | ohne                 | ca. 0,5              | links                | 6,7                  | Winkel                       |
| Ernesbach            | 27289212             | 2,023                | rechts               | 6,2                  | Breidtersteegsmühle          |
| Bicher Bach          | 27289220             | 1,817                | links                | 5,9                  | Breidtersteegsmühle          |
| N. N.                | ohne                 | ca. 0,4              | links                | 5,7                  | südlich von Breidt           |
| Kierbach             | 27289240             | 1,111                | links                | 5,3                  | Fischburg                    |
| Jungensiefen         | 27289260             | 1,007                | rechts               | 3,9                  | zwischen Halberg und Salgert |

(1) Flusskilometer des Jabachs von Mündung zur Quelle

## Ortschaften, Weiler, Mühlen und Höfe am Verlauf
- Krahwinkel
- Winkel
- Breidtersteegsmühle
- Fischburg
- Geber/Gebermühle
- Fuchsfarm
- Lohmar-Ort